# Oronoqua deina
Oronoqua deina är en insektsart som beskrevs av Ronald Gordon Fennah 1947. Oronoqua deina ingår i släktet Oronoqua och familjen sköldstritar. Inga underarter finns listade i Catalogue of Life.